# フジテレビ土曜7時30分枠の連続ドラマ
フジテレビ土曜7時30分枠の連続ドラマ（フジテレビどようしちじさんじっぷんわくのれんぞくドラマ）は、かつて3期にわたってフジテレビ系列の土曜19:30 - 20:00（JST。『やっぱり猫が好き』のみ19:58終了）に放送されたテレビドラマの枠である。
なお中断中のアニメに関しては、

## 歴史
- 初作品は開局直後に開始した『海の非常線』。その後は名作『拳銃無宿』を始めとした海外作品を放送、そして1964年4月18日より、木曜19:00からキッコーマン一社提供ドラマ『わんぱく同盟』が移動し、この後もキッコーマン提供ドラマが継続、中でも『グーチョキパー』は直前の19:00で放送中の『鉄腕アトム』からスライドして見る人が多く、4年3か月にわたって放送された。
- だがその後の『ゆびきりげんまん』は、同年2月に開始した『お笑い頭の体操』（TBS系列。なお当時ネットの朝日放送は『部長刑事』）に奪われて振るわず、更に土曜放送も開始する『スター千一夜』と『お茶の間寄席』の枠確保のため、約半年で終了、ドラマは長期の中断となる。
  - なおキッコーマン提供枠は日曜21:00に移動し、『まだ見ぬアナタ』→『歌謡大全集』→『わたしはカモちゃん』を放送する。
- それから21年半後の1990年10月20日より、深夜で放送された『やっぱり猫が好き』を、この枠で放送するが、この時期はピークは過ぎたがまだ人気があった『クイズダービー』（TBS系列）は元より、人気上昇中の『おぼっちゃまくん』（テレビ朝日系列。ネット移動後の朝日放送は依然として『部長刑事』）に奪われ、1年継続するも深夜より人気は出なかった。そして終了と同時にこの枠のドラマは終結、同時に前後半体制も終了し、1時間番組『たけし・逸見の平成教育委員会』を開始する。そしてドラマ枠は水曜22:00に拡大移動する。

## 放送作品一覧
▲マークは海外作品。

### 第1期
- 海の非常線（1959年3月7日 - 11月28日）
- 拳銃無宿（1959年12月5日 - 1961年12月30日）▲
- 拳銃街道（1962年1月6日 - 3月10日）▲
- ウエルス・ファーゴー（1962年3月17日 - 12月29日）▲
- とつげき!マッキーバー（1963年1月5日 - 6月29日）▲

### 第2期
- 壮烈!西部遊撃隊（1963年10月26日 - 1964年4月11日）▲
- わんぱく同盟（1964年4月18日 - 5月30日） - 木曜19:00より移動。
- グーチョキパー→新・グーチョキパー（1964年6月6日 - 1968年9月14日）
- ゆびきりげんまん（1968年9月21日 - 1969年3月29日）

### 第3期
- やっぱり猫が好き（第2シリーズ）（1990年10月20日 - 1991年9月21日） - これのみ19:30 - 19:58。